# Ničinan (nádraží)
Ničinan (japonsky 日南駅, Ničinan-eki) je železniční stanice společnosti JR Kjúšú na trati Ničinan. Zastavují zde osobní i spěšné vlaky. Stanice nesla původně název Agata (japonsky 吾田駅, Agata-eki), ovšem roku 1952 byla přejmenována na Ničinan.

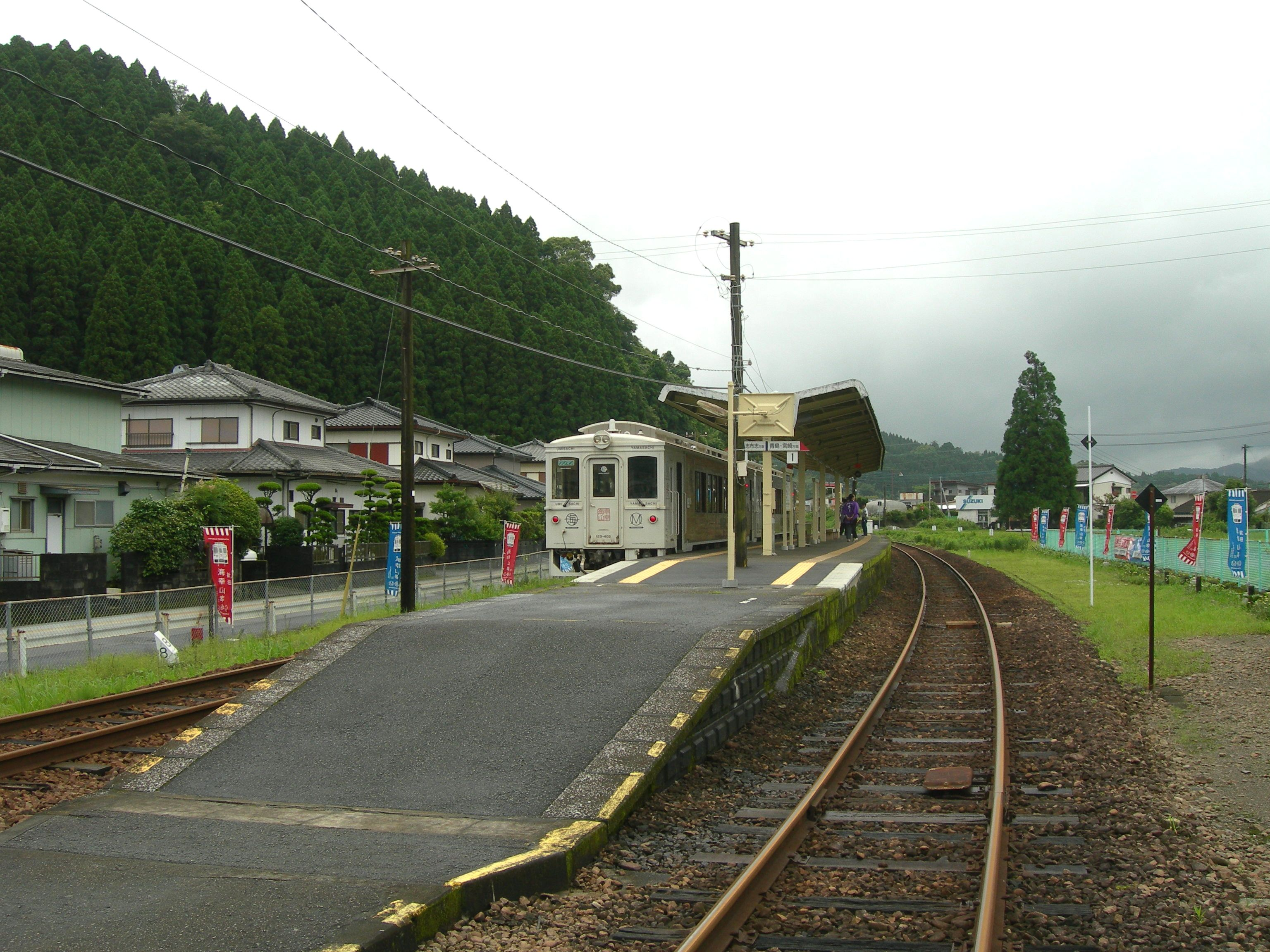
Nástupiště (2010)